# جيمس ريمار
جيمس ريمار (بالإنجليزية: James Remar)‏ مواليد 31 ديسمبر 1953 في بوسطن، ماساتشوستس، الولايات المتحدة، هو ممثل أمريكي بدأ مسيرته الفنية عام 1978.

## الأعمال

### أفلام
- ذا واريورس
- القاضي دريد
- مورتال كومبات: إبادة
- ما يكمن في الأسفل
- سريع جداً غاضب جداً
- بليد: الثالوث
- قطار الأناناس السريع
- رجال-إكس: الدرجة الأولى
- المتحولون: الجانب المظلم للقمر
- جانغو الحر

### مسلسلات
- ديكستر (مسلسل) (الدور: هاري مورغان)

## روابط خارجية
- جيمس ريمار على موقع IMDb (الإنجليزية)
- جيمس ريمار على موقع روتن توميتوز (الإنجليزية)
- جيمس ريمار على موقع قاعدة بيانات الأفلام العربية
- جيمس ريمار على موقع ألو سيني (الفرنسية)
- جيمس ريمار على موقع ميوزك برينز (الإنجليزية)
- جيمس ريمار على موقع تيرنر كلاسيك موفيز (الإنجليزية)
- جيمس ريمار على موقع أول موفي (الإنجليزية)
- جيمس ريمار على موقع قاعدة بيانات برودواي على الإنترنت (الإنجليزية)
- جيمس ريمار على موقع قاعدة بيانات الأفلام السويدية (السويدية)
- جيمس ريمار على موقع إن إن دي بي (الإنجليزية)